# Domenico Grimaldi
Domenico of Dominique Grimaldi ( - Avignon, 2 augustus 1592), heer van Montaldeo, was kerkjurist en officier in pauselijke dienst. Tevens was Grimaldi een prelaat: bisschop van Savona (1581-1584) in de Republiek Genua, en in de pauselijke staten in Frankrijk was hij bisschop van Cavaillon (1584-1584) en aartsbisschop van Avignon (1584-1592).

## Levensloop

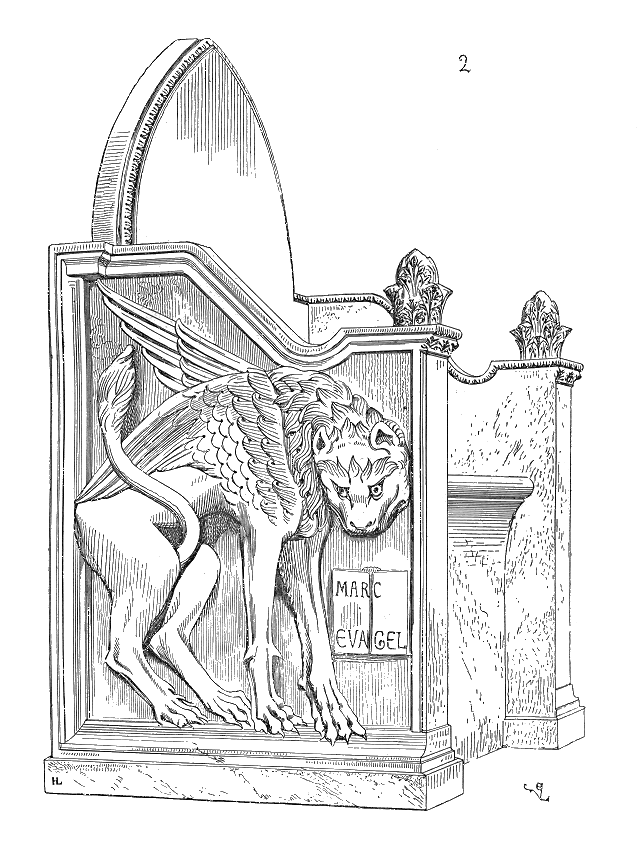
Troon van de aartsbisschoppen van Avignon (kathedraal van Avignon)

Grimaldi groeide op als telg van de bekende familie Grimaldi van de Republiek Genua.
Voor zijn militaire carrière was Grimaldi kerkjurist bij de pauselijke rechtbanken in Rome. Hij was er referendaris.
Hij verwierf naambekendheid als marineofficier tijdens de Slag bij Lepanto (1571). Daar voerde Grimaldi bevel over galeischepen van de pauselijke vloot. Na de Slag bij Lepanto benoemde paus Gregorius XIII hem tot rector (1577), dit is gouverneur, van de pauselijke staat Comtat Venaissin, of kortweg Comtat. Zijn taak in Comtat, in Zuid-Frankrijk, bestond erin de protestanten te verslaan. Nog hetzelfde jaar begon Grimaldi met het beleg van Ménerbes, een stadje in Comtat waar protestanten zich goed verschanst hadden. Een jaar later gaf Ménerbes zich over aan Grimaldi. Troepen uit het naburige koninkrijk Frankrijk hadden Grimaldi geholpen. Grimaldi liet de protestanten vreedzaam vertrekken, iets wat hem kwalijk genomen werd bij pausgezinden in de Comtat.
Perikelen rond zijn zoon, bijgenaamd de ridder van Mazan, werden uitgebuit in het diplomatiek verkeer met Frankrijk. Zijn zoon stortte zich namelijk in duels, iets wat de paus stil wou houden. De Franse kardinaal Georges d’Armagnac (1501-1585) wierp zich op als bemiddelaar tussen rector Dominique Grimaldi en zijn zoon. Grimaldi viel in een hinderlaag, wanneer hij Hendrik van Angoulême (1551-1586), bijgenaamd Henri de Valois, escorteerde. De broer van Grimaldi, Thomas Grimaldi was een van de dodelijke slachtoffers van de hinderlaag. Grimaldi reisde naar Rome om paus Gregorius XIII een ander ambt te vragen.
Zo ontving Grimaldi in 1581 van de paus de bisschopstroon van Savona en de abdij van Montmajour. Vervolgens was Grimaldi in 1584 enkele maanden bisschop van Cavaillon in de Comtat, doch hij verhuisde al snel naar Avignon waar hij aartsbisschop werd. Tijdens zijn periode als aartsbisschop van Avignon (1584-1592) was hij vice-legaat of vice-gouverneur van de pauselijke stadstaat Avignon voor bepaalde periodes.
In periodes waar hij geen vice-gouverneur van Avignon was, verliet Grimaldi zijn bisschopsstad. In dienst van de paus werkte hij in de Pauselijke Staat in Italië. Zo was Grimaldi gouverneur van Ascoli en gouverneur van de Marken (tot 1591). Daar was hij telkens verantwoordelijk voor de militaire ordehandhaving. Aartsbisschop-officier Grimaldi keerde vervolgens terug naar Avignon, waar hij stierf in 1592.